# Возняк Степан Михайлович
Степан Михайлович Возняк (2 січня 1929, с. Шарпанці нині — Сокальського району Львівської області — 28 серпня 2014, Івано-Франківськ) — український філософ, франкознавець, релігієзнавець; доктор філософських наук (1985), професор (1989).

## Життєпис
Народився 2 січня 1929 року в селі Шарпанці Сокальського району Львівської області в родині сільського батрака, колишнього січового стрільця. У 1936 році у пошуках роботи батьки переїхали до с. Стоянова Радехівського району Львівської області. У 1943—1944 роках навчався у ювенаті (школі для юнаків) при монастирі отців-редемптористів у с. Збоїща поблизу Львова. Після закінчення Стоянівської середньої школи у 1948 року вступив на слов'янське відділення (чеська і польська мови та літератури) Львівського державного університету імені Івана Франка. Був персональним степендіатом. Протягом 1953—1954 років навчався на курсах викладачів суспільних наук при Київському державному університеті імені Тараса Шевченка, після закінчення яких одержав кваліфікацію викладача філософських дисциплін. У 1962—1965 роках навчався в аспірантурі (без відриву від виробництва) на кафедрі філософії Львівського державного університету імені Івана Франка.
Протягом 1954—1957 років працював завідувачем кабінету суспільних наук і викладачем філософії трирічної партійної школи в Івано-Франківську, а упродовж 1957—1964 років перебував на адміністративно-партійній роботі там само, був завідувачем обласного Будинку політосвіти. З 1964 року — старший викладач, з 1966 року — доцент, завідувач кафедри філософії Івано-Франківського інституту нафти і газу. У 1980—1990 роках — завідувач відділу Інституту філософії Академії наук УРСР в Івано-Франківську. Від 1990 року до 2014 рік — професор кафедри філософії філософського факультету Прикарпатського національного університету імені Василя Стефаника.
У 1965 році в Київському державному університеті імені Тараса Шевченка захистив дисертацію на здобуття наукового ступеня кандидата філософських наук на тему «Ідеї інтернаціоналізму і дружби народів у творчості І.Франка». У 1985 році в Інститутіфілософії АН УРСР — докторську дисертацію на тему: «Проблема нації і національних відносин в ідеології української революційної демократії останньої чверті XIX—початку XX ст.». Вчене звання доцента одержав 1967 року, професора — у 198 році. Вчена рада Прикарпатського національного університету своїм рішенням від 25.09.2007 року присвоїла звання почесного професора.
Основний напрямок наукової діяльності — філософська і соціально-політична спадщина Івана Франка, висвітлення етапів сходження Івана Франка від пріоритетності соціальних проблем до першорядності національних завдань, від соціалістичного ідеалу до ідеалу національного, викриття ним антигуманної сутності «державного соціалізму».
С. М. Возняк керував науковою роботою аспірантів, магі странтів і бакалаврів з історії філософії, філософською підготовкою аспірантів і здобувачів університету. Як голова редакційної колегії підготував до видання 15-ти випусків серії «Філософські і психологічні науки» «Вісника При карпатського ун іверситету».

## Науковий доробок
С. М. Возняк автор понад 140 наукових і понад 120 науково-популярних публікацій, у тому числі трьох індивіду альних монографій, 16 розділів книг і колективних моногра
фій, брошур, навчально-методичних посібників.

### Монографії
- Возняк С. М. Іван Франко — поборник дружби народів / С. М. Возняк. — Київ: Знання, 1961. — 42 с.
- Возняк С. М. Іван Франко — поборник єднання народів / С. М. Возняк. — Львів: Вища школа, і974. — 143 с.
- Возняк С. М. У боротьбі за дружбу народів (Проблема нації і національних відносин в ідеології української революційної демократії останньої чверті XIX—початку XX ст.) / С. М. Возняк. — Львів: Вид-во при Львів, держ. ун-ті ВО «Вища школа», 1981. — 191 с.
- Возняк С. М. Історико-культурне значення прийняття християнства на Русі / С. М. Возняк. — Дрогобич: Вид-во Дрогоб. Педінституту, 1991. — 16 с.
- Релігієзнавчий словник / За ред. А. Колодного і Б. Лобовика. Автори: Адамчук М., Арістова А., Возняк С. та ін. — К.: Четверта хвиля, 1996. — 392 с.
- Возняк С. М., Голянич М. Ю., Рубін О. А. Філософська думка України: імена та іде. — Івано-Франківськ: Плай, 1996. — 87 с.
- Духовні цінності українського народу / Авт.: Возняк С. М., Кононенко В. І., Кононенко І. В., Луць В. В., Москалець В. П., Фомін В.  М. — Київ — Івано- Франківськ: Плай, 1999. — 294 с.
- Возняк С. М., Голянич М. Ю., Москаленко Ю. — М., Філософська думка України: імена та ідеї / 2-е вид. [Текст]. — Івано-Франківськ: Плай, 2003. — 135 с.
- Возняк С. М. У пошуках суспільного ідеалу (І.Франко і соціалізм): Монографія [Текст] / С. М. Возняк. — Івано-Франківськ: ВДВ Ц ІТ ПНУС, 2006. — 170 с.
- Возняк С. М. У пошуках суспільного ідеалу (І. Франко і соціалізм): Монограф ія / 2-е ви д., доп. / С. М. Возняк. — Івано-Франківськ: ВДВ ЦІТ ПНУС, 2007. — 170 с.

## Громадська діяльність
Поряд з науковою та педагогічною діяльністю очолював обласні організації товариств «Знання», культурних зв'язків з українцями за кордоном «Україна», Філософського товариства. Протягом десяти років (1980—1989 рр.) був депутатом Івано-Франківської міської ради, членом її виконкому (1986—1989 роки).

## Нагороди
За науково-педагогічну і громадську діяльність відзначений орденом «Знак пошани», медалями «За доблесну працю» і «Ветеран праці», П очесною грамотою Президії Верховної
Ради УРСР, медаллю С. С. Вавілова «За видатний вклад в пропаганду наукових знань», почесними відзнаками «За відмінні успіхи» та «Відмінник освіти України».